# Postęp społeczny
Postęp społeczny – całościowy rozwój danego społeczeństwa w różnych dziedzinach życia społecznego, przybliżający je do określonego, wartościowanego pozytywnie stanu.

## Teoria postępu
Idea postępu była bardzo popularna w klasycznej socjologii. Była ważnym elementem teorii Augusta Comta, Herberta Spencera czy Karola Marksa. Na idei postępu opierał się klasyczny ewolucjonizm. W XX wieku była wielokrotnie krytykowana i w konsekwencji zaczęto mówić o „upadku idei postępu”.